# Mazatekowie

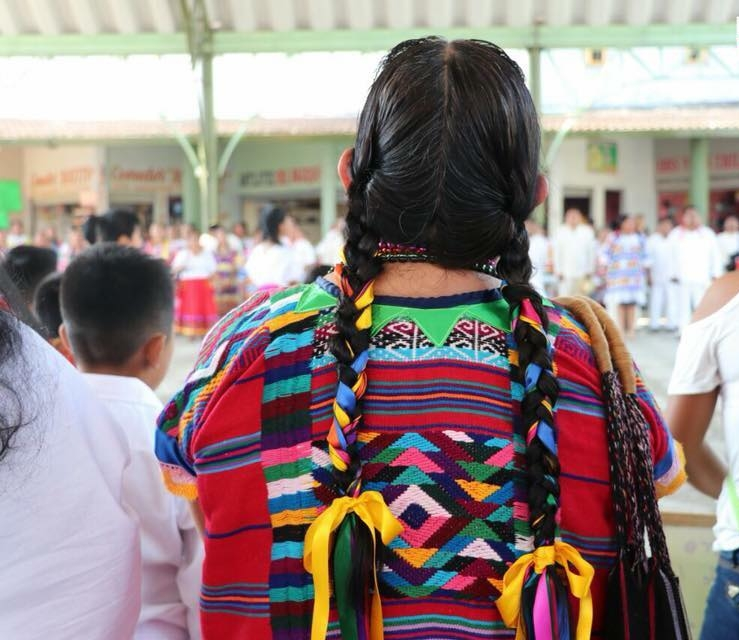
Strój ludowy mazateckich kobiet

Mazatekowie – indiańska grupa etniczna z Meksyku, zamieszkująca głównie górzysty region Sierra Madre Oriental w północnej części stanu Oaxaca w pobliżu rzeki Papaloapan. 
Ich liczebność wynosi ok. 165 tys. Oprócz języka hiszpańskiego posługują się także rodzimym językiem mazateckim. W swoim ojczystym języku nazywają siebie Xuta Ñuma, czyli „ludzie mówiący językiem Numa”. Miejscowy ludowy katolicyzm jest silnie zmieszany z elementami rodzimych wierzeń (zob. synkretyzm religijny). 
Obszar zamieszkały przez Mazateków znany jest głównie dzięki badaniom przeprowadzonym przez antropologa R. G. Wassona wśród  mazateckich znachorek (zob. Maria Sabina) i znachorów. Badaniem społeczności mazateckiej zajmuje się też m.in. polski antropolog Witold Jacórzyński, współautor książki opisującej szczegółowo tradycje i wierzenia Mazateków pt. Porywacze dusz. Praktykę leczenia przy pomocy grzybów psylocybinowych u Mazateków z miejscowości Huautla de Jiménez opisała zaś w swoim reportażu Święte dzieci Ola Synowiec.